# Bussière-Dunoise

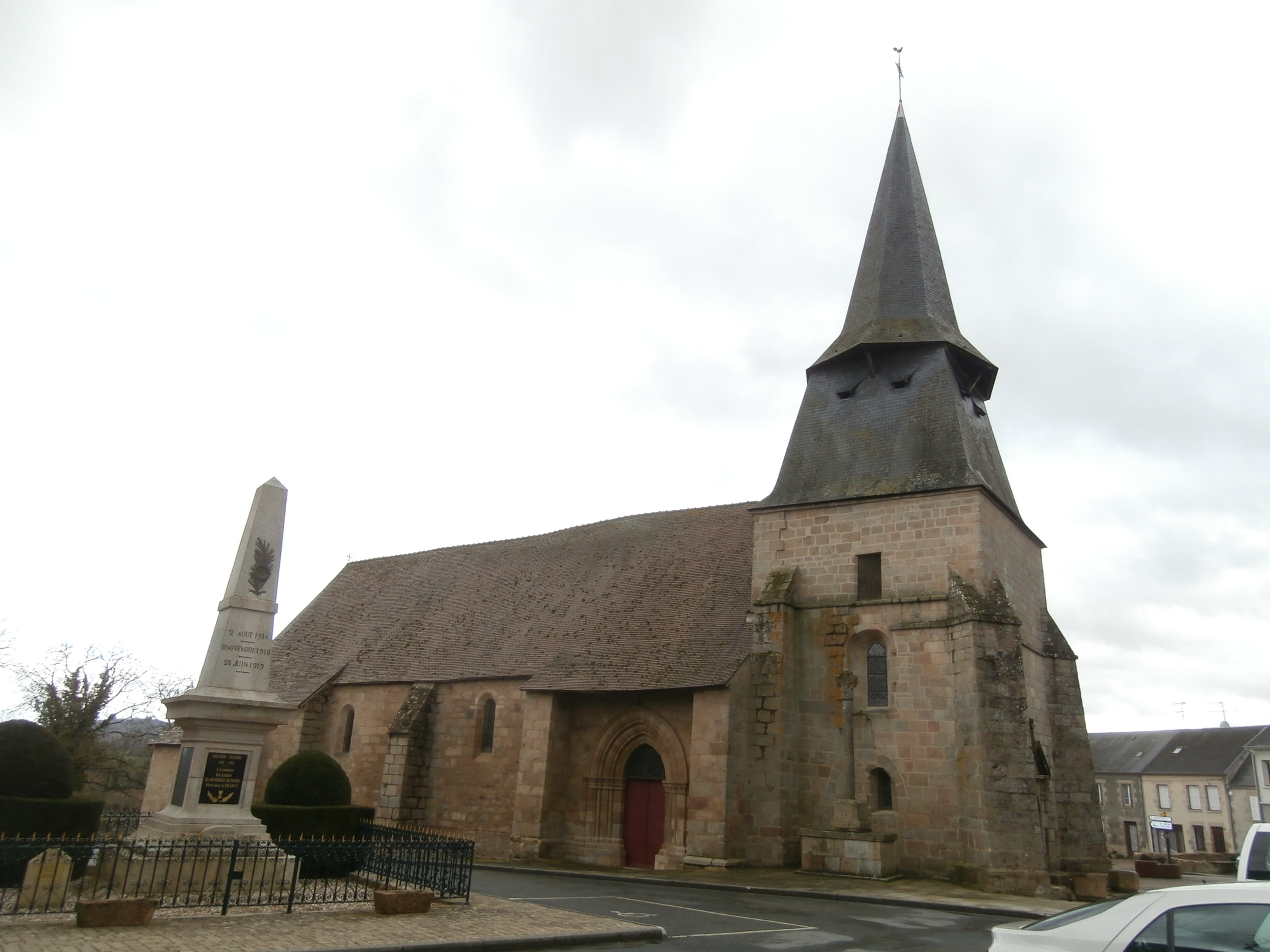
Kościół św. Symforiana (2014)

Bussière-Dunoise – miejscowość i gmina we Francji, w regionie Nowa Akwitania, w departamencie Creuse.
Według danych na rok 1990 gminę zamieszkiwało 1139 osób, a gęstość zaludnienia wynosiła 28 osób/km² (wśród 747 gmin Limousin Bussière-Dunoise plasuje się na 102. miejscu pod względem liczby ludności, natomiast pod względem powierzchni na miejscu 73.).

## Populacja

Populacja Bussière-Dunoise w latach 1962–2008